# Eleição municipal de Nova Iguaçu em 1992
A eleição municipal da cidade brasileira de Nova Iguaçu ocorreu no dia 3 de outubro de 1992 para a eleição do prefeito e seu vice, além de 21 vereadores para a administração da cidade. O processo eleitoral foi marcado por uma virada surpreendente que deu a vitória ao pedetista Altamir Gomes contra Fábio Raunheitti do PTB no segundo escrutínio no dia 15 de novembro de 1992. O prefeito e o vice-prefeito eleitos assumiram os cargos no dia 1 de janeiro de 1993 e seus mandatos terminaram no dia 31 de dezembro de 1996.

## Candidatos
|  | Nº | Candidato(a) a prefeito |                                                 |
|  | -- | ----------------------- | ----------------------------------------------- |
|  | 12 | Altamir Gomes Moreira   | Partido Democrático Trabalhista (PDT)           |
|  | 13 | Rose                    | Partido dos Trabalhadores (PT)                  |
|  | 14 | Fábio Raunheitti        | Partido Trabalhista Brasileiro (PTB/1990)       |
|  | 41 | Paulo Leone             | Partido Social Democrático (1987) (PSD)         |
|  | 52 | Boldrim                 | Partido Social Trabalhista (1996) (PST)         |
|  | 75 | Guiomar                 | Partido Municipalista Social Democrático (PMSD) |

## Resultados

### Prefeito
| Candidato(a)             | 1º turno | 1º turno    | 2º turno         | 2º turno         |
| Candidato(a)             | Total    | Percentagem | Total            | Percentagem      |
| ------------------------ | -------- | ----------- | ---------------- | ---------------- |
| Altamir Gomes (PDT)      | 76.014   | 18,68%      | 154.669          | 41,66%           |
| Fabio Raunheitti (PTB)   | 124.900  | 30,69%      | 153.128          | 41,25%           |
| Rose (PT)                | 39.972   | 9,82%       | Não participaram | Não participaram |
| Boldrim (PST)            | 34.487   | 8,47%       | Não participaram | Não participaram |
| Paulo Leone (PSD)        | 4.801    | 1,18%       | Não participaram | Não participaram |
| Guiomar (PMSD)           | 1.967    | 0,48%       | Não participaram | Não participaram |
| Total de votos válidos   | 282.141  | 69,34%      | 307.797          | 82,92%           |
| → Votos em branco        | 77.776   | 19,11%      | 7.015            | 1,89%            |
| → Votos nulos            | 46.976   | 11,54%      | 56.404           | 15,19%           |
| Total                    | 406.893  | 100%        | 371.216          | 100%             |
| Abstenções               | 72.092   | 15,75%      | 109.815          | 22,82%           |
| Total de inscritos       | 482.985  | 100%        | 481.031          | 100%             |
| Fonte: Justiça Eleitoral |          |             |                  |                  |

### Vereadores eleitos
| Candidato                | Partido | Votos nominais |
| ------------------------ | ------- | -------------- |
| Walney da Rocha          | PDT     | 3.869          |
| Alarico Rodrigues        | PDT     | 3.429          |
| Acarise Ribeiro          | PDT     | 3.409          |
| Célio Arnaldo            | PDT     | 3.092          |
| Sebastião Corredeira     | PFL     | 2.960          |
| Itamar Serpa             | PDT     | 2.935          |
| José Rechuem             | PMDB    | 2.369          |
| Carlos Magno Gomes       | PTB     | 2.347          |
| Eliseu Leo               | PDT     | 2.327          |
| Margareth Lydia          | PDT     | 2.315          |
| Celso Valentim           | PTB     | 2.271          |
| Nagi Almawy              | PL      | 1.890          |
| Jesué Brito              | PDC     | 1.816          |
| José F. de Figueiredo    | PL      | 1.675          |
| Mario Pereira Marques    | PTR     | 1.625          |
| Luiz Antunes dos Santos  | PST     | 1.590          |
| Paulinho Crispim         | PTB     | 1.545          |
| Jorge Ferreira Campos    | PST     | 1.490          |
| Artur da Silveira        | PT      | 1.287          |
| Maurilio de Oliveira     | PSC     | 1.060          |
| Derli Silveira           | PT      | 943            |
| Fonte: Justiça Eleitoral |         |                |